# Saint-André-sur-Sèvre

Saint-André-sur-Sèvre este o comună în departamentul Deux-Sèvres, Franța. În 2009 avea o populație de 655 de locuitori.